# The Beatles' Second Album
The Beatles' Second Album is het tweede album van de Britse popgroep The Beatles dat in de Verenigde Staten werd uitgebracht door platenlabel Capitol Records. Het album was het derde album van The Beatles dat in 1964 in de VS werd uitgebracht.

## Achtergrond
Platenmaatschappij Capitol stelde de albums van The Beatles zelf samen voor de Amerikaanse markt. Hierdoor weken de Amerikaanse Beatles albums vaak af van de Britse albums die werden uitgebracht op het Parlophone label van EMI. Zo ook The Beatles' Second Album. Voor dit album maakte Capitol voornamelijk gebruik van door The Beatles gecoverde nummers van Amerikaanse R&B-artiesten, zoals Little Richard (Long Tall Sally), Chuck Berry (Roll Over Beethoven) en Smokey Robinson (You Really Got a Hold on Me). De LP werd verder aangevuld met eigen werk, zoals She Loves You, I'll Get You en You Can't Do That, de B-kant van de net uitgebrachte single Can't Buy Me Love.

## Tracks
Alle muziek en teksten zijn geschreven door Lennon/McCartney, tenzij anders aangegeven. 
| Nr. | Titel                                                         | Duur |
| --- | ------------------------------------------------------------- | ---- |
| 1.  | Roll Over Beethoven (Chuck Berry)                             | 2:44 |
| 2.  | Thank You Girl                                                | 2:01 |
| 3.  | You Really Got a Hold on Me (Smokey Robinson)                 | 2:58 |
| 4.  | Devil in Her Heart (Richard Drapkin)                          | 2:23 |
| 5.  | Money (That's What I Want) (Janie Bradford, Berry Gordy, Jr.) | 2:47 |
| 6.  | You Can't Do That                                             | 2:23 |

| 7.                 | Long Tall Sally (Robert Blackwell, Enotris Johnson, Little Richard)                       | 2:00 |
| 8.                 | I Call Your Name                                                                          | 2:09 |
| 9.                 | Please Mr. Postman (Robert Bateman, Georgia Dobbins, Garrett, Fred Gorman, Brian Holland) | 2:34 |
| 10.                | I'll Get You                                                                              | 2:04 |
| 11.                | She Loves You                                                                             | 2:19 |
| Totale duur: 27:30 |                                                                                           |      |